# Cryptonura jubilaria
Cryptonura jubilaria is een springstaartensoort uit de familie van de Neanuridae. De wetenschappelijke naam van de soort is voor het eerst geldig gepubliceerd in 2002 door Smolis.